# Zivatarcella
A zivatarcellák május és szeptember között alakulhatnak ki. Olyan is előfordulhat, hogy a téli időszakban is villámlást, intenzív havazást figyelhetünk meg. Ezt hózivatarnak nevezzük. Jellemzője a magasra feltörő gomolyfelhőzet. Általában nyáron keletkezik, hidegfront betörésnél gyakori.
A zivatarcellát kísérheti felhőszakadás, jégeső, villámlás. Gyakori az erős, viharos szél (70–100 km/h).
A celláknak több fajtája lehet:
- Zivatar: villámlik, dörög és esik az eső
- Száraz zivatar: a villámlást, dörgést eső nem kíséri
- Heves zivatar: intenzíven esik (ömlik, szakad) az eső, villámlik és dörög, néha jégeső is vele járhat
- Felhőszakadás: a csapadékhullás intenzív. (Rövid idő alatt 10 mm feletti csapadék)
- Jégzivatar: villámlik, a csapadék jég formájában hullik le
- Hózivatar: télen egy-egy intenzív havazást villámlás, dörgés kíséri

Zivatarcellára kiadható riasztások:
- CITROM riasztás: Figyelmeztető jelzés, arra int, hogy készülnünk kell zivatarra.
- NARANCS riasztás: Óvakodásra int, kint tartózkodást ilyen jelzésben kerüljük.
- PIROS riasztás: Szélsőséges időjárás, óvatosnak kell lennünk az ilyen jelzéseknél.